# Station Staniątki
Station Staniątki is een spoorwegstation in de Poolse plaats Staniątki.